# Вокс, Алиса
Али́са Вокс (настоящее имя — Али́са Миха́йловна Кондра́тьева; род. 30 июня 1987, Ленинград) — российская певица и радиоведущая. Широкую известность получила, будучи солисткой группы «Ленинград»: она снялась в ряде клипов группы, в других же звучит только её вокал.

## Биография

### Детство и учёба
Родилась 30 июня 1987 года в Ленинграде. С четырёх лет, в течение года, посещала студию балета при Дворце культуры имени Ленсовета, позже стала заниматься в детской студии «Мюзик-Холла», где в шесть лет на хоровых занятиях у Алисы обнаружился голос. Там ей вскоре предложили главную роль в спектакле «Новогодние приключения Алисы, или Волшебная книга желаний». Однако, поскольку театральная деятельность мешала учёбе, родители в восемь лет забрали Алису из «Мюзик-Холла». Во время учёбы в школе Алиса продолжала посещать музыкальные кружки, была членом Федерации танцевального спорта, занималась вокалом — представляла район на городских конкурсах.
После школы Алиса поступила в Санкт-Петербургскую государственную академию театрального искусства (СПбГАТИ), через год переехала в Москву, поступила в ГИТИС. Учителем, давшим ей путёвку в жизнь, Алиса называет преподавателя по вокалу ГИТИС Людмилу Алексеевну Афанасьеву, которая и до Алисы воспитала не одну знаменитость.
В 20 лет вернулась в Санкт-Петербург, поступила в Университет культуры и искусств на отделение эстрадно-джазового вокала.

### Начало карьеры в шоу-бизнесе
После возвращения из Москвы, в 2007 году, Алиса встретила своего бывшего хореографа, Ирину Панфилову, которая преподавала ей джаз-модерн ещё в семилетнем возрасте, она пригласила работать Алису вокалисткой в ресторан-кабаре «НЭП». Эту работу она совмещала с ведением корпоративов, свадеб, работой в караоке-барах. Тогда появился сценический псевдоним MC Lady Alice. После успешного выступления в элитном ночном клубе «Duhless» в стиле «vocal hosting» (строчки из известных песен под электронный бит диджея) начались гастроли (Ереван, Таллин, Турция, Воронеж) и неплохие заработки.

### Участие в группе «Ленинград»
В 2012 году успешно прошла отбор на место сессионной вокалистки в группу «Ленинград», с репертуаром которой Алиса была знакома с 10-го класса школы. Алиса пришла в группу на замену ушедшей в декретный отпуск солистки «Ленинграда» Юлии Коган. Первое выступление Алисы в составе группы состоялось в Германии. Через полгода, когда Юлия Коган вышла из декрета, солистки выступали вместе, но вскоре Коган покинула группу. 5 сентября 2013 года в «Чаплин-холле» Алиса Вокс впервые выступила основной солисткой группы.
В составе группы Алиса Вокс исполнила такие хиты, как «Патриотка», «37-й», «Молитвенная», «Сумка», «Короче», «Платье», «Плачу», «Экспонат» и другие.
24 марта 2016 года Алиса Вокс на своей странице в Instagram объявила об уходе из группы «Ленинград» и начале сольной карьеры.
Лидер группы, Сергей Шнуров, прокомментировал уход Алисы Вокс довольно резко, в СМИ его комментарий восприняли как обвинение в «звёздной болезни» экс-солистки группы:

Я никому ничего не обещал. По собственной прихоти делаю из средних певичек вполне себе звёздочек. Придумываю образ, материал, продвигаю. Решаю как подать, чтобы их полюбили. Ну не совсем их, образ, конечно. Усилиями нашего коллектива мы создаём героиню мифа из ничего. Это наша работа. И именно из-за того, что мы неплохо делаем своё дело, возникают претензии и недовольства. Зрители любят образ, сделанный нами, и очень не хотят конца. Но он неизбежен. Придуманные мной и сделанные коллективом Героини мифа довольно быстро и наивно начинают сами верить в свою Божественную природу. А с Богинями мы не умеем. Мы тут горшки обжигаем…

Сама Алиса Вокс прокомментировала уход из «группировки» так:

Отношения с Сергеем после 3 лет совместной работы стали постепенно ухудшаться. Он все чаще без причины срывался на меня, я много плакала, потом даже заболела… Мы перестали друг друга понимать. Я сказала Сергею о своём решении покинуть коллектив 12 марта 2016 года. В том разговоре я сразу успокоила его, что останусь в группе, пока не найду и не введу замену. Он воспринял эту новость спокойно, даже дружелюбно. Попросил остаться до июля. Я согласилась. Мы обсудили технические моменты, посмеялись, на прощание обнялись, расцеловались… Я начала искать вокалисток, показывала ему демозаписи разных девочек. Привела в коллектив Василису, она год ещё работала после моего ухода. Тем временем мы съездили в Уфу, прекрасно отыграли концерт, после чего Шнуров перестал брать трубки, отвечать на смс. От Василисы я узнала, что моё имя запрещено даже произносить в коллективе, а от логиста группы узнала, что на большие концерты в Москве 24 марта поедут уже две новые девочки. Перед самым концертом Сергей все же позвонил, сказал что-то невнятное и в итоге бросил трубку, не дав мне даже попрощаться с ним по-человечески.

Сергей говорит, что от него женщины не уходят. Видимо, я стала первой, кто ушёл от него, поэтому он растерялся, долго вообще не знал, что говорить, и в итоге сказал, что уволил меня за звёздную болезнь. Вообще, много гадкого сказал в мой адрес незаслуженно. Позже, в интервью Юрию Дудю, он всё-таки сознался, что я ушла сама. Но шлейф громких заголовков и препоны, расставленные со всех сторон, преследуют меня до сих пор. Что я хотела бы ему сказать? Что можно сказать человеку, которого ты регулярно поддерживал, лечил, кормил, утешал, вдохновлял и подбадривал, а он с тобой так? Никогда ещё так сильно не ошибалась в людях. Но я прощаю его. Видимо, я — его слабость. Но это его не оправдывает.

### Сольная карьера
22 июля 2016 года вышел первый сольный альбом «Сама». Все песни альбома являются переводами на русский песен украинской группы «Скрябин», фронтмен которой, Андрей Кузьменко, погиб в автокатастрофе в начале 2015 года. Вырученные с продаж диска средства Алиса Вокс передала семье музыканта. Музыкальный критик Сергей Мезенов с Colta.ru считает, что «пластмассовый звук пластинки довольно осознанно склеен из старомодных синтетических пульсаций, отсылающих даже не к временам „новой волны“, а к первым пионерлагерным дискотекам с кассетников».
15 мая 2017 года на YouTube состоялась премьера клипа на песню «Малыш», в которой критиковалось участие молодёжи в протестных акциях. По данным источников сайта Meduza и телеканала «Дождь», за съёмку певица получила 2 миллиона рублей в рамках «госзаказа», а заказчиком и автором концепции клипа был бывший сотрудник администрации президента РФ и функционер партии Единая Россия Никита Иванов. По словам гитариста группы «Ключи» Олега Белоусова, снявшегося в «Малыше», клип и текст получились слабенькими, а о съёмке он узнал на сайте с вакансиями — там писали, что «нужны бородатые фактурные чуваки». Уже записанную песню ему прислали за день до съёмок. Клип был крайне негативно воспринят общественностью, получил огромное количество негативных отзывов. Сама Алиса Вокс в разговоре с «Медузой» заявила, что «писала песню не про политику» и что она «берёт тайм-аут» и «уходит в радиомолчание» в связи с усталостью от внимания СМИ.
Со 2 сентября 2024 стала соведущей радиопрограммы «Шоу Дня» на «Нашем Радио».

## Судебные процессы
Алиса Вокс подала в суд на Сергея Шнурова. Якобы она не подписывала договор, по которому передает права на отчисления по 39 песням за 1 тысячу рублей. 24 сентября 2021 года суд отклонил её иск на 19,5 млн рублей.

## Личная жизнь
Ещё до широкой известности Алиса вышла замуж за профессионального фотографа Дмитрия Бурмистрова. В конце 2015 года они расстались.
В 2020 году рассказала о харассменте и навязанном петтинге в 17 лет от Максима Демченко, режиссёра детского популярного сериала ОБЖ (2000—2005), в котором она принимала участие.
В 2022 году вышла замуж за Сергея Свитавского.

## Дискография

### Гр. «Ленинград»

#### Альбомы
- 2012 — Рыба
- 2014 — Фарш
- 2014 — Пляж наш

#### Прочие релизы
- 2014 — Платье (неофициальный альбом)
- 2014 — Поп и Балда (неофициальный альбом)

#### Синглы
- 2013 — Плачу
- 2013 — Суходрочка
- 2013 — Интеграл
- 2013 — Цунами
- 2014 — Ueban
- 2014 — 37-й
- 2014 — Мои хуи
- 2014 — Платье
- 2014 — Винни Пух и все-все-все
- 2014 — Патриотка
- 2015 — Like[29]
- 2015 — Восхитительно
- 2015 — Бомба
- 2015 — Вип
- 2015 — Красная смородина
- 2015 — Молитвенная
- 2015 — ЗОЖ
- 2015 — Самая любимая
- 2016 — Экспонат

#### Сборники
- 2014 — Лучшее

#### Неизданное
- 2013 — Live in Sziget

### Сольно

#### Миниальбомы
- 2016 — VOX[30]
- 2017 — Звёзды[31]

#### Альбомы
- 2016 — Сама[32]
- 2018 — Новая Алиса Вокс[33][34][35]
- 2019 — ПОП[36][37]
- 2021 — Алиса из Ленинграда[38]

#### Компиляция синглов
- 2018 — #КТОСАМА.АРХИВ

#### Синглы
- 2020 — Это Не Для Тебя
- 2020 — Обезьяна 2020
- 2020 — Найти (Remastered 2020)
- 2020 — Для инстаграма
- 2020 — Королева Тиндера
- 2020 — Большая Любовь

## Видеоклипы
Группа «Ленинград»
- Рыба (20 ноября 2012) — подтанцовка, бэк-вокал;
- Финский залив (22 марта 2013) — подтанцовка, бэк-вокал;
- Батл красного (30 мая 2013) — одна из двух ролей;
- Пока жив (31 мая 2013) — подтанцовка;
- Суходрочка (24 октября 2013) — вокал;
- Интеграл (14 ноября 2013) — второй вокал, одна из ролей;
- Цунами (17 ноября 2013) — второй вокал;
- Дорожная (1 декабря 2013) — роль второго плана;
- Плачу (13 декабря 2013) — вокал, одна из ролей;
- 37-й (18 января 2014) — вокал, главная роль;
- Ueban (23 февраля 2014) — вокал;
- Мои хуи (13 апреля 2014) — вокал;
- СИЗОнная (14 апреля 2014) — подтанцовка, второй вокал;
- Гдебля (2 июля 2014) — второй вокал, одна из ролей;
- Платье (6 июля 2014) — вокал;
- Винни Пух и все-все-все (21 июля 2014) — вокал;
- Патриотка (4 октября 2014) — вокал;
- Похороны (21 октября 2014) — бэк-вокал;
- Машина (10 ноября 2014) — бэк-вокал;
- Никола (16 декабря 2014) — второй вокал;
- Бали (12 января 2015) — бэк-вокал, одна из ролей;
- Дала, не дала (13 января 2015) — вокал, главная роль;
- Мусор (6 февраля 2015) — второй вокал, вторая роль;
- Восхитительно (7 марта 2015) — бэк-вокал, одна из ролей;
- Бомба (10 мая 2015) — бэк-вокал, роль второго плана;
- Короче (24 июня 2015) — второй вокал, вторая роль;
- Молитвенная (30 июня 2015) — вокал, главная роль;
- Вип (3 сентября 2016) — второй вокал;
- ЗОЖ (27 октября 2015) — бэк-вокал;
- Экспонат (13 января 2016) — вокал.

«Алиса Вокс (Сольно)»
- Держи (14 апреля 2016)[39] — вокал, главная роль;
- Ночи (19 декабря 2016) — вокал, роль второго плана;
- Необъяснимо (27 апреля 2017) — вокал, главная роль;
- Малыш (15 мая 2017) — вокал, главная роль;
- Глаза (13 июня 2017) — вокал;
- Королева дискотеки (17 августа 2017) — вокал;
- Не хочу (10 ноября 2017) — вокал, главная роль;
- Фейерверк (14 марта 2018) — вокал, главная роль.